# Chiesa del Santissimo Ritrovato
La chiesa del Santissimo Ritrovato (in siciliano "Signuri Asciatu") è una chiesa di San Giovanni Montebello. Venne chiamata così perché costruita in memoria di un episodio di furto e di successivo ritrovamento dell'ostensorio dalla Chiesa di San Francesco Borgia di Catania alla fine del Settecento. Venne fatta costruire dal barone pedarese Domenico Papardo nel suo fondo tra il 1821 e il 1825, dove un tempo era stata eretta una statua a ricordo delle ostie rubate.

## Descrizione
La sua pianta ottagonale e l'intonaco esterno della facciata sono probabilmente opera di un progettista di origine catanese. La chiesa è ornata con due dipinti di Giuseppe Zacco, raffiguranti la Crocifissione e l'Annunciazione.
In sagrestia sono conservati un quadro raffigurante Sant'Antonio da Padova dell'artigiano Paolo Ferlito e un'incisione raffigurante il ritrovamento del Santissimo Sacramento, opera di Antonio Zacco.

## Galleria d'immagini

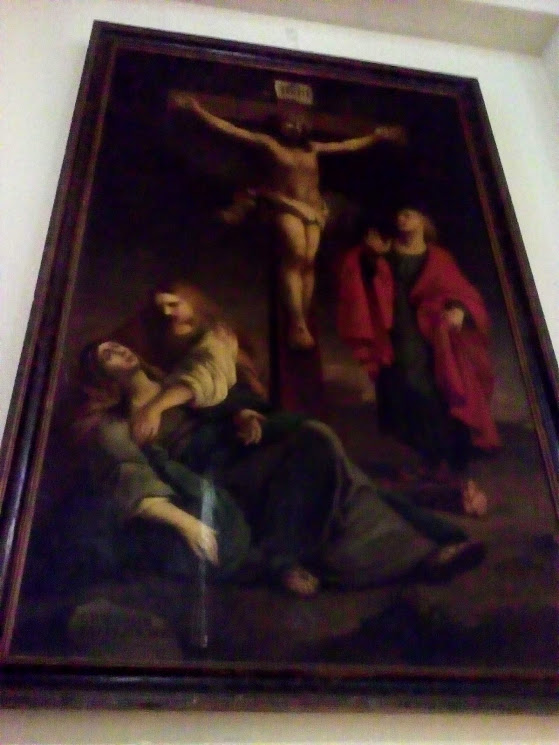
Crocifissione di Giuseppe Zacco
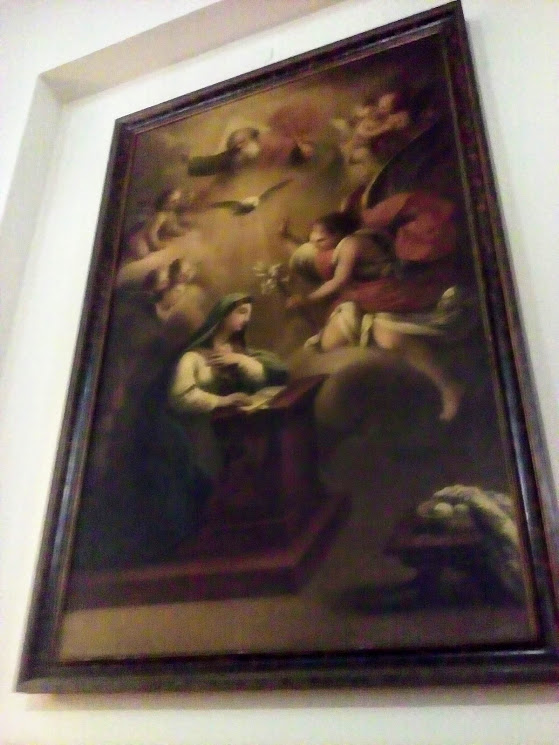
Annunciazione di Giuseppe Zacco